# Альбания (Сантандер)
Альбания (исп. Albania) — город и муниципалитет в северо-восточной части Колумбии, на территории департамента Сантандер. Входит в состав провинции Велес.

## История
Город был основан 12 июля 1904 года. Муниципалитет Альбания был выделен в отдельную административную единицу в 1919 году.

## Географическое положение

Муниципалитет Альбания

Город расположен в юго-западной части департамента, в горной местности Восточной Кордильеры, на расстоянии приблизительно 169 километров к юго-западу от города Букараманги, административного центра департамента. Абсолютная высота — 1282 метра над уровнем моря.
Муниципалитет Альбания граничит на севере с территорией муниципалитета Хесус-Мария, на северо-западе — с муниципалитетом Флориан, на востоке — с муниципалитетом Пуэнте-Насьональ, на юге — с территорией департамента Бояка. Площадь муниципалитета составляет 167 км².

## Население
По данным Национального административного департамента статистики Колумбии, совокупная численность населения города и муниципалитета в 2015 году составляла 5096 человек.
Динамика численности населения муниципалитета по годам:
| 2005 | 2006 | 2007 | 2008 | 2009 | 2010 | 2011 | 2012 | 2013 | 2014 | 2015 |
| ---- | ---- | ---- | ---- | ---- | ---- | ---- | ---- | ---- | ---- | ---- |
| 4473 | 4527 | 4589 | 4639 | 4704 | 4773 | 4833 | 4899 | 4961 | 5021 | 5096 |

Согласно данным переписи 2005 года мужчины составляли 52,1 % от населения Альбании, женщины — соответственно 47,9 %. В расовом отношении белые и метисы составляли 99,9 % от населения города; негры, мулаты и райсальцы — 0,1 %.
Уровень грамотности среди всего населения составлял 82,5 %.

## Экономика
Основу экономики Альбании составляет сельское хозяйство.
63,5 % от общего числа городских и муниципальных предприятий составляют предприятия торговой сферы, 25,7 % — предприятия сферы обслуживания, 9,5 % — промышленные предприятия, 1,3 % — предприятия иных отраслей экономики.